# Vielle-Tursan
Vielle-Tursan è un comune francese di 298 abitanti situato nel dipartimento delle Landes nella regione della Nuova Aquitania.

## Società

### Evoluzione demografica
Abitanti censiti